# Marcia Richardson
Marcia Richardson (Marcia Maureen Richardson, verheiratete Bailey; * 10. Februar 1972 in Slough) ist eine ehemalige britische Sprinterin.
1991 holte sie über 100 Meter Silber bei den Junioreneuropameisterschaften in Thessaloniki.
Bei den Weltmeisterschaften 1993 in Stuttgart kam sie in der 4-mal-100-Meter-Staffel mit dem britischen Team auf den achten Platz. 1996 erreichte sie bei den Olympischen Spielen in Atlanta über 100 Meter das Viertelfinale und belegte mit der britischen 4-mal-100-Meter-Stafette den achten Platz. 1997 schied sie bei den Weltmeisterschaften in Athen über 100 m im Vorlauf aus.
Bei den Commonwealth Games 1998 in Kuala Lumpur kam sie über 100 und 200 Meter nicht über das Halbfinale hinaus, gewann aber mit der englischen 4-mal-100-Meter-Stafette Bronze. 1999 kam sie bei den Weltmeisterschaften in Sevilla erneut in der Staffel auf den achten Rang.
Im Jahr darauf wurde sie bei den Halleneuropameisterschaften 2000 in Gent Achte über 60 Meter. Bei den Olympischen Spielen in Sydney scheiterte sie über 100 Meter im Vorlauf und in der 4-mal-100-Meter-Staffel im Halbfinale.
2001 gelangte sie bei den Weltmeisterschaften in Edmonton über 100 Meter ins Viertelfinale und kam mit der britischen Stafette auf den sechsten Platz.
2000 wurde sie Englische Meisterin über 100 Meter, 1996, 2000 und 2001 Englische Hallenmeisterin über 60 Meter.

## Bestzeiten
- 60 m (Halle): 7,24 s, 20. Februar 2000, Birmingham
- 100 m: 11,35 s, 4. Juni 2000, Bedford
- 200 m: 23,53 s, 9. September 1995, Stoke